# Holothele sulfurensis
Espèce
Holothele sulfurensis est une espèce d'araignées mygalomorphes de la famille des Theraphosidae.

## Distribution
Cette espèce est endémique de Guadeloupe. Elle se rencontre sur la Soufrière de 700 à 1 465 m d'altitude.

## Description
La femelle holotype mesure 18,7 mm et le mâle paratype 16,4 mm. Elle fréquente aussi bien les milieux ouverts que fermés.

## Étymologie
Son nom d'espèce, composé de sulfur  et du suffixe latin -ensis, « qui vit dans, qui habite », lui a été donné en référence au lieu de sa découverte, la Soufrière.

## Publication originale
- Maréchal, 2005 : Description d’une nouvelle espèce d’Holothele (Arachnida, Araneae, Mygalomorphae, Theraphosidae) de Guadeloupe (Antilles françaises) et commentaires sur la répartition du genre. Zoosystema, vol. 27, no 2, p. 211-218 (texte intégral).